# Urosigalphus anthonomi
Urosigalphus anthonomi är en stekelart som beskrevs av Crawford 1907. Urosigalphus anthonomi ingår i släktet Urosigalphus och familjen bracksteklar. Inga underarter finns listade i Catalogue of Life.